# XYZ事件
XYZ事件（英語：XYZ Affair）是1797年至1798年美國總統约翰·亚当斯任內美国与法国间的外交事件，最終導致了1798至1800年的美法衝突。法國外交部长塔列朗的三位代理人（在最初公布的保密外交文件中分別稱為X、Y和Z）向前来進行和平談判的美國使節索取巨额贿赂，作为继续谈判的条件。
1797年7月，美國使節團派赴法國，以談判解決方案。塔列朗的代理人通過非正式管道與美國外交使节平克尼、約翰·馬歇爾和艾布瑞基·傑利等人接觸。塔勒朗的代理人在正式談判開始前索取贿赂和貸款。儘管眾所皆知，當時各國外交官接受賄賂以與塔列朗打交道，但美國人對這些要求感到不滿，美國最後終止了與法國的談判。為避免與法國的戰爭，傑利在兩名使節離開後仍留在法國幾個月。他與塔列朗的交流為最終結束美國與法蘭西第一共和國的外交軍事敵對奠定了基礎。

## 背景

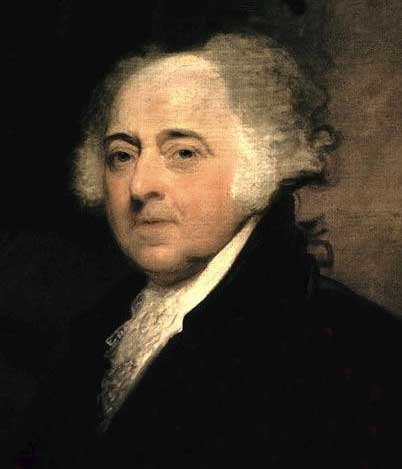
約翰·亞當斯

1789年法國革命後，美法關係已與過去不同。1792年，美國總統喬治·華盛頓宣布美國在法国大革命战争中保持中立。1794年，乔治·华盛顿为了避免战争，缓和與英国的关系，派遣约翰·杰伊去伦敦与英国签订《杰伊条约》。杰伊条约激怒了法国，当时法国正在与英国交战，法国认为这一条约意味着美国和英国形成了同盟，破坏了此前美国在英法战争中一直保持的中立，实质上违反了美国與法国之间的《美法同盟條約》。
1797年约翰·亚当斯擔任美國總統後，他和联邦党主張加強聯邦政府的權力，反對法国大革命，批評法國革命實施的壓制統治和極端激進主義，這導致美法關係進一步惡化。
法國於是採取報復手段，扣留和掠奪美國船隻，造成美國海上交通和商貿的巨大損失。据1797年7月美國國務院的報告，法國共扣押了近300艘美国船只。面对法国人的报复，以亚历山大·汉密尔顿为代表的联邦党人要求对法国开战，而以托马斯·杰斐逊为代表的民主共和党人则同情法国，反对开战。而身为联邦党人的亚当斯也不愿看到战争。他在1797年派出一支由查尔斯·科茨沃斯·平克尼、约翰·马歇尔和埃尔布里奇·格里組成的外交代表團前往法國談判以期取得和平，力爭恢復兩國的正常外交關係。
美法關係在政治上產生了分歧：聯邦主義者對法蘭西第一共和國採取強硬立場，而不一定提倡戰爭，民主共和黨則表示聲援革命國的共和主義理想，但未希望被視為與聯邦主義者亞當斯政府合作。副總統杰斐遜本人是民主共和黨人，他將聯邦主義者視為與英國有聯繫的君主主義者。

## 經過

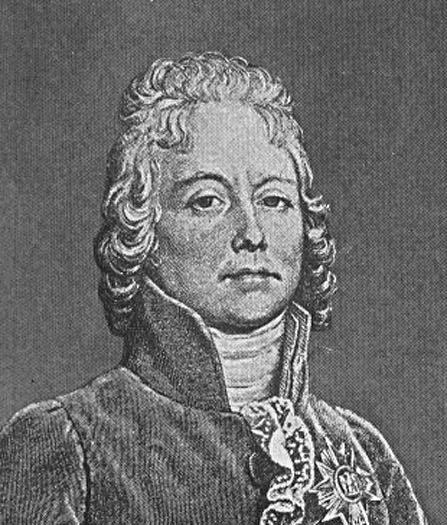
塔列朗

1797年5月下旬，亞當斯與內閣舉行會議，討論局勢後決定派出美国使節團前往法國。
1792年，法蘭西第一共和國於法國革命的高峰期成立。1797年7月，塔列朗被選為法國外交大臣。近期在美國待了幾年的塔列朗公開地擔心美英之間建立更緊密的聯繫。1797年9月的法國果月政變促使幾名反美人士上台。他們和塔列朗認為亞當斯總統對法國懷有敵意，但並不認為戰爭存在重大危險。在某種程度上，塔列朗根據杰斐遜向法國外交官提供的建議，決定對談判採取緩慢處理。
美國使節團於10月初到達巴黎，並立即要求與塔列朗舉行會議。在最初的簡短會議一周後，又舉行了一次會議。法国督政府的外交部长塔列朗對美國使節團避而不見，而是安排三个法国代理人让-康拉德·霍廷格（即保密文件中的X）、Pierre Bellamy（即保密文件中的Y）和Lucien Hauteval（即保密文件中的Z）与其见面。这三名法国代理人向美国代表团索取5万英镑的巨额贿赂，以换取他们與塔列朗会谈的机会；又要求美国提供3200万荷兰盾（當時，1荷兰盾約等於0.385美元，约合1232万美元，1美元約等於1銀圓）的巨额贷款，资助法国在欧洲的战争，作为继续谈判的条件；他们还要求亞當斯对他批评法國革命的言論進行正式道歉。

### 首次會議
塔列朗要求使節團解釋亞當斯五月份發表的演說，這激怒了使節團成員。使節團於10月14日通過間接渠道首次獲悉塔列朗的預期需求。他們決定不對亞當斯的講話做任何解釋。
平克尼、马歇尔和格里拒绝了这些带有侮辱性质的条件，并向亚当斯回函进行了详细汇报。在談判中，美国提供给法国以英国在杰伊条约中相同的待遇，法国中止了谈判并将平克尼和马歇尔送回了美国，格里留在法国试图阻止衝突爆发。
在這場僵持後不久，塔列朗派出盧西安·豪特瓦爾與格里見面。豪特瓦爾向格里保證塔列朗尋求和平的誠意與信譽。豪特瓦爾重申要求進行貸款和賄賂。
一周後（特別是在簽署《坎波福爾米奧條約》後，該條約結束了第一次反法同盟與法國的戰爭），法國代理人再次會晤了使節團。潛在的戰爭威脅，使法國暫時處於和平狀態。平克尼回复道：“連一枚六便士（英语：Not a sixpence，相當於0.025英鎊）也不會給”，當時的報紙報導“宁可花個幾百萬來防備，也不花一分來行贿！”（Millions for defense, but not one cent for tribute!）。

### 以後的談判
在接下來的幾個月中，塔列朗試圖影響美國代表。使節團最終在是否繼續進行非正式談判的問題上產生分歧，聯邦主義者馬歇爾和平克尼反對，格里贊成。塔列朗於1798年1月告訴格里，他將不再與平克尼打交道。
談判失敗後，包括副總統杰斐逊在内的反对对法宣战的民主共和党人，认为代表团应当对谈判的失败承担责任，又认为亚当斯是在夸大这一事件，以作为对法国宣战的借口，他们要求阅读外交代表团的回函，为了避嫌，亚当斯不得不在1798年4月公开了这些保密的外交文件，只是在给国会的咨文中将三个法国代理人分别称为X、Y和Z，此外交事件因而得名「XYZ事件」。
格里拒絕與塔列朗進行進一步的實質性談判，只同意留在法蘭西第一共和國，直到有人可以代替他為止，並致信亞當斯總統，要求他協助確保他離開巴黎。塔列朗最終派代表到海牙與威廉·默里重新談判，格里在1798年10月返回美國。

## 後果

### 美國國內反應
這些外交文件的披露引發了席捲美國的反法浪潮，美國人認為，法國督政府將賄賂和對革命法國在歐洲進行侵略的貸款，作為美國委派的外交代表能與其談判的條件，是對美國的侮辱。时任美国陆军总司令的汉密尔顿主张立即对法国开战，并利用「XYZ事件」进行战争鼓动。
1798年，美国和法国的战船和商船在加勒比海和美国海岸外发生了实际交战，出现了“准战争”的状态，美国对法国的不宣而战爆发。1798年4月成立美国海军部，7月國會废除了1778年美国独立战争时期同法国签订的《美法同盟條約》，國會撥款繼續建造原先停建的三艘巡防艦，兩天後授權海軍攻擊法國戰船。
正当全面战争一触即发之时，亚当斯从美国的利益出发，在1799年派威廉·默里率领外交代表团再次前往法国谈判，以避免美国与法国正式宣战。此时法国的督政府已被推翻，当权的执政府为了集中力量对付英国，也不愿与美国开战，时任法国执政府塔列朗这次礼貌地接待了美国代表，最终在1800年签订《1800年公約》，法国承认美国在海上的中立权，并免除美国在美法同盟中承担的义务，美国则给与法国贸易最惠国待遇。这一条约雖然结束了两国的敌对状态，但XYZ事件严重影响了美国和法国的关系。

## 延伸閱讀
- Berkin, Carol. A Sovereign People: The Crises of the 1790s and the Birth of American Nationalism (2017) pp. 151–200.
- Brown, Ralph (1975). The Presidency of John Adams. Lawrence, KS: University of Kansas Press. ISBN 978-0700601349. OCLC 1218581.
- Stinchcombe, William (1980). The XYZ Affair. Westport, CT: Greenwood Press. ISBN 978-0313222344. OCLC 6042740.

## 资料来源
1. ↑  Ferling 1992，第337–338頁.
2. ↑  Stinchcombe 1977，第594頁.
3. ↑  Stinchcombe 1977，第594–595頁.
4. ↑  Elkins & McKitrick 1993，第566–567頁.
5. ↑  Elkins, Stanley M. and Eric McKitrick, The Age of Federalism. (1993) p.572
6. ↑  Stinchcombe 1977，第596–597頁.
7. ↑  Elkins & McKitrick 1993，第571頁.
8. ↑  Stinchcombe 1977，第599頁.
9. ↑  Elkins, Stanley M. and Eric McKitrick, The Age of Federalism. (1993) p.550
10. ↑  Billias 1976，第281頁.
11. ↑  Billias 1976，第282頁.
12. ↑  Stinchcombe 1977，第616頁.